# Pellia endiviifolia
Espèce
Pellia endiviifolia est une espèce d’hépatiques à thalle, de la famille des Pelliaceae. 
Par rapport à d'autres espèces proches ayant besoin d'humidité mais tolérant une certaine déshydratation, cette espèce est considérée comme « aquatique », car ne tolérant pas la déshydratation ,, mais elle peut être trouvée dans des tufs ou travertins en formation si le film d'eau est permanent,. Cette espèce est présente en Eurasie et était connue dans l'ouest de l'Amérique du Nord, et n'a été "découverte" (signalée pour la 1re fois) que récemment au Québec (introduite ?). Elle est réputée produire un poison pour les poissons (ce qui pourrait être une défense contre des espèces herbivores).

## Aire de répartition
Pellia endiviifolia est considérée comme une espèce de l'hémisphère nord, présente sur les continents et certaines îles de toute l'Amérique du Nord, de l’ouest de l’Europe et dans l'Asie orientale. 
En 1981, Schuster décrit pour l'est de l’Amérique du Nord l'espèce Pellia megaspora et considère qu'il n'y a pas de Pellia endiviifolia dans cette même partie du continent (ou qu'il y a eu confusion avec Pellia megaspora). Selon lui, Pellia endiviifolia ne vit qu'à l'ouest de l'Amérique du Nord, mais depuis des populations de Pellia endiviifolia sensu stricto ont récemment été identifiées au sud-Québec (introduites ou naturelles ?) où elle peut côtoyer les trois autres espèces du genre, Faubert et al. notent en 2012 qu'elles sont alors « nettement différentes les unes des autres. L’abondance des propagules produites par la plante incite à spéculer sur l’introduction possible de l’espèce par l’activité humaine ou les oiseaux migrateurs. Le peu de données présentement disponibles ne permet pas de pousser la question plus loin. Un immense travail de révision de spécimens d’herbier, déjà anticipé par Schuster (1981) mais non réalisé, reste à faire ».

## Description
Un premier critère d'identification sont les petites ramifications dichotomiques présentes au bout des thalles. Elles sont si nombreuses qu'elles peuvent parfois être source de confusion avec un Riccardia. Il a été souvent écrit que ces ramifications apparaissent surtout à l’automne, mais les populations récemment découvertes au Québec présentaient d'abondantes ramifications dès le début ou au milieu de l'été. 
Les spécimens mâles ont des thalles plus étroits et souvent colorés sur la face dorsale le long de la nervure. 
Les chambres anthéridiales sont nettement brunes à rougeâtres ; elles contrastent fortement avec la surface du thalle. 
Les spécimens stériles présentent parfois une ramification plus forte sur leur partie distale, bien que les dichotomies ne sont parfois pas isolées et sont de petite taille. La forme de ces plantes évoque alors de petits éventails.
C'est une espèce dont les thalles sont toujours immergés ou mouillés par un film d'eau ou des éclaboussures. 

Leurs rhizoïdes sont plus ou moins foncés (c'est l'un des critères d'identification) et leurs parois cellulaires ne sont pas particulièrement minces (autre critère).

A l’extrémité du thalle, les papilles mucigènes sont portées par un poil formé de (1-) 2-8 cellules.

## Symbioses
Comme d'autres espèces proches, elle est considérée comme pouvant développer une mycorhization de type « arbusculaire » (arbuscular mycorrhiza), un type qui est considéré comme ancestral chez les espèces terrestres, et qui est prédominant chez les hépatiques. Une hypothèse est que l'apparition de ce type de mycorhization a été contemporain de l'établissement des premières plantes sur le milieu terrestre.

## Génétique
Ce bryophyte volontiers subaquatique a fait l'objet d'études génétiques, qui ont notamment montré qu'elle présente génétiquement certains traits communs aux algues et aux plantes terrestres. Une étude de 2011 a porté sur la découverte de nouveaux gènes spécifiquement exprimés lors du développement du thalle mâle et de l'antéthioïde chez cette espèce.

## Biochimie
La plante a aussi fait l'objet d'études biochimiques, dont sur les composés qu'elle synthétise ; sesquiterpénoïdes notamment.
On s'est aussi intéressé à sa capacité à synthétiser des antioxydants.

## Écotoxicologie
Les thalles de P. endiviifolia ont aussi fait l'objet au Japon d'une étude poussée de leur teneur/composition en certains éléments physicochimiques (B, Na, Mg, Al, P, K, Ca, Ti, Mn, Fe, Cu, Zn, Sr, Cd, Pb), donnant des indices sur leur capacité à intégrer ou bioaccumuler des métaux lourds ou métalloïdes écotoxiques (ou à les tolérer). Cette étude a montré que les thalles de ce végétal présentent un taux moyen de 49 600 μg/g de K, 9 140 μg/g de Na, 6 740 μg/g de Ca, 3 840 μg/g de P et 3 060 μg/g de Mg. 
L'étude a confirmé qu'en zone polluée par des métaux, ces mêmes thalles pouvaient bioaccumuler d'importantes quantités de cuivre, zinc ou plomb  (Cu, Zn, Pb) et contenait des concentrations élevées de ces éléments (maxima 0,88% de Cu, 0,55% de Zn et 0,36% de Pb dans le thalle ancien), ce qui démontre la potentialité de cette hépatique comme indicateur de la contamination par les métaux lourds. Cette espèce peut facilement être confondue avec d'autres espèces proches. 
Une autre étude a voulu tester l'hypothèse qu'une variation de composition élémentaire au cours de l'année présentait un schéma saisonnier (en cherchant alors si de tels changements sont contrôlés par des facteurs internes de la plante ou par des facteurs environnementaux. Les auteurs ont montré qu'un cycle annuel est effectivement observé pour N, P, Na et Fe, avec comme tendance temporelle la plus fréquente : de moindres concentrations au printemps et les plus élevées en automne. Les résultats de ce travail ont suggéré que « les cycles saisonniers dépendent de l'interaction des facteurs internes et environnementaux : 1) un cycle annuel de croissance végétative propre aux bryophytes aquatiques, lequel provoque un cycle concomitant de dilution / concentration d'éléments dans leurs tissus ; 2) des changements annuels de sclérophyllie au sein de certaines espèces (ex : J. cordifolia) ; et 3) une variation temporelle des caractéristiques physiques et chimiques du milieu. » Néanmoins, l'étude n'a pu mettre en évidence que des corrélations dispersées entre les taux d'un élément donné dans les bryophytes et son taux dans l'eau du milieu aquatique, ce qui montre que les bryophytes ne se comportent pas comme de simples éponges passives vis-à-vis des éléments, mais comme des organismes plus complexes.
Synonyme :
- Apopellia endiviifolia (Dicks.) Nebel & D.Quandt

## Utilisations
Elle est parfois utilisée comme espèce bioindicatrice, au sein de communautés (dites « bryocénoses »).

## Habitats
Rochers calcaires suintants.